# Did You See Me Coming?
Did You See Me Coming? è un singolo del gruppo musicale britannico Pet Shop Boys, pubblicato il 1º giugno 2009 come secondo estratto dal decimo album in studio Yes.
Nonostante negli Stati Uniti d'America fu un gran successo (divenendo il loro decimo brano a conquistare la prima posizione della Hot Dance Club Play, aggiudicando loro il record di "artista non solista con più brani alla numero 1"), in madrepatria il brano si fermò alla posizione 21.

## Pubblicazione
Il singolo fu pubblicato in sei formati: CD da due brani, dischi in vinile, Maxi CD e tre diversi formati digitali (ognuno dei quali con diversi brani contenuti all'interno). Fra i brani collocati come b-side, ci sono After the Event, The Former Enfant Terrible e Up and Down. Così come numerosi sono i formati del singolo, numerosi sono anche i remix della canzone che furono pubblicati (a cura dei Pet Shop Boys stessi e dall'esordiente Unicorn Kid); oltre a ciò, in alcune edizioni dei formati, vi furono incluse: un mix di The Way It Used to Be (brano incluso nel loro album Yes) a cura di Richard X', e la versione studio del medley eseguito dai Pet Shop Boys ai BRIT Awards.

## Tracce
CD (Regno Unito)
1. "Did You See Me Coming?" – 3:41
2. "After the Event" – 5:19

Maxi-CD (Regno Unito)
1. "Did You See Me Coming?" (PSB Possibly More mix) – 8:52
2. "The Former Enfant Terrible" – 2:56
3. "Up and Down" – 3:43

12" (Regno Unito)
1. "Did You See Me Coming?" (PSB Possibly More mix) – 8:52
2. "Did You See Me Coming?" (Unicorn Kid mix) – 4:13
3. "The Way It Used to Be" (Richard X mix) – 8:39

Download digitale – 1ª versione (Regno Unito)
1. "Did You See Me Coming?"
2. BRIT Awards 2009 medley

Download digitale – 2ª versione (Regno Unito)
1. "Did You See Me Coming?" (Unicorn Kid mix)
2. "The Way It Used to Be" (Richard X mix)

Download digitale – 2ª versione (Regno Unito)
1. "Did You See Me Coming?" (PSB Possibly More mix)
2. "The Former Enfant Terrible" (Bring it on mix)

Download digitale – 1ª versione (Stati Uniti)
1. "Did You See Me Coming? (PSB Possibly More Mix)" - 8:48
2. "After the Event" - 5:16
3. "Up and Down" - 3:41
4. "The Former Enfant Terrible (Bring It On Mix)" - 7:22
5. "Did You See Me Coming? (Unicorn Kid Mix)" – 4:08
6. ""The Way It Used to Be" (Richard X Mix)" – 8:37

Download digitale – 2ª versione (Stati Uniti)
1. "Did You See Me Coming?" - 3:40
2. "The Former Enfant Terrible" - 2:51
3. "Pet Shop Boys "Brits" Medley" - 9:31

CD (Germania)
1. "Did You See Me Coming?"
2. "After the Event"
3. "The Former Enfant Terrible"
4. "Up and Down"

## Classifiche
| Classifica (2009)        | Posizione massima |
| ------------------------ | ----------------- |
| Germania                 | 49                |
| Regno Unito              | 21                |
| Slovacchia               | 42                |
| Stati Uniti (dance club) | 1                 |
| Taiwan                   | 9                 |